# Perforatella dibothrion
Perforatella dibothrion is een slakkensoort uit de familie van de Hygromiidae. De wetenschappelijke naam van de soort is voor het eerst geldig gepubliceerd in 1884 door M. von Kimakowicz.